# 桃山学院大学体育会サッカー部
桃山学院大学体育会サッカー部（ももやまがくいんだいがく たいいくかいサッカーぶ）は大阪府和泉市にある桃山学院大学のサッカークラブである。

## 概要・歴史
1964年に「サッカー愛好会」として創部され、関西学生サッカー連盟に登録。1967年、関西学生サッカーリーグ4部で優勝。その後3部、2部と昇格し、1993年に2部優勝・1部昇格を果たす。
1997年に関西学生リーグ1部春季リーグで初優勝。また、天皇杯全日本サッカー選手権大会（第77回大会）に初出場し、2回戦で大分FC（現：大分トリニータ）にPK戦で勝利を収めた（3回戦で横浜マリノスに敗北）。1998年、全日本大学サッカー選手権大会（インカレ、第47回大会）に初出場を果たした。
2003年、大阪サッカー選手権大会で初優勝。2004年、関西学生サッカー選手権大会で優勝し、総理大臣杯全日本大学サッカートーナメントで準優勝。2011年には関西学生リーグ1部で優勝した。

## 主な成績
- 総理大臣杯全日本大学サッカートーナメント
  - 準優勝：1回（2004）
- 関西学生サッカーリーグ1部
  - 優勝：2回（2004, 2011）
- 大阪サッカー選手権大会（兼天皇杯全日本サッカー選手権大会大阪府予選）
  - 優勝：1回 (2003)
  - 準優勝：2回（2005, 2011）

## その他の関連チーム
St.Andrew's FC
2010年に創設した社会人登録チーム（クラブ内ではセカンドチームの扱い）。本来は大阪府では府リーグ4部からのスタートであるが、当チームは特例で3部から参入している。2015年に関西府県サッカーリーグ決勝大会で優勝し、2016年より関西サッカーリーグに所属。2017年・2019年は1部に所属したがともに1年で降格、2020年以降は2部に所属している。2016年に全国社会人サッカー選手権大会に初出場した。